# Zanthoxylum americanum

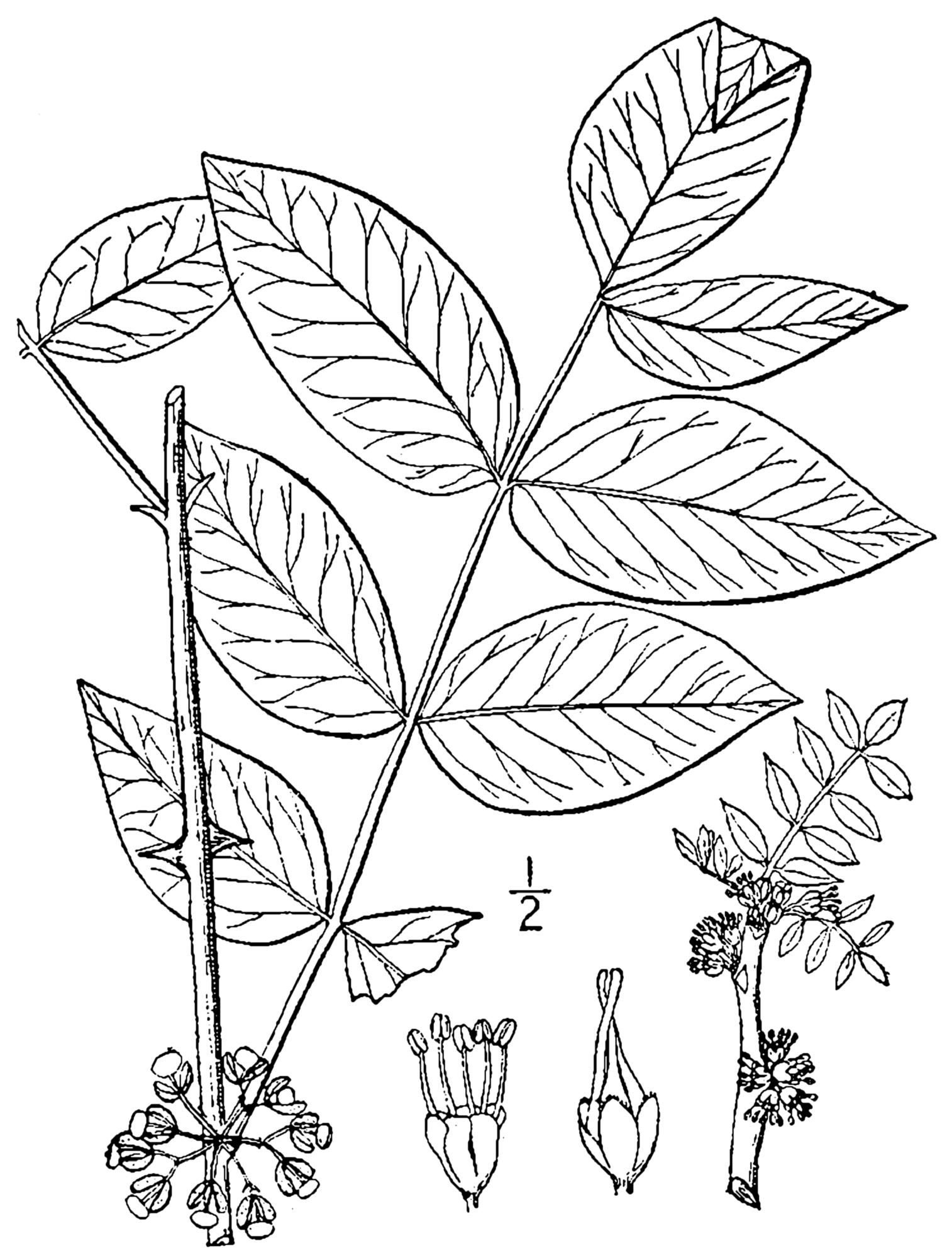
Illustration

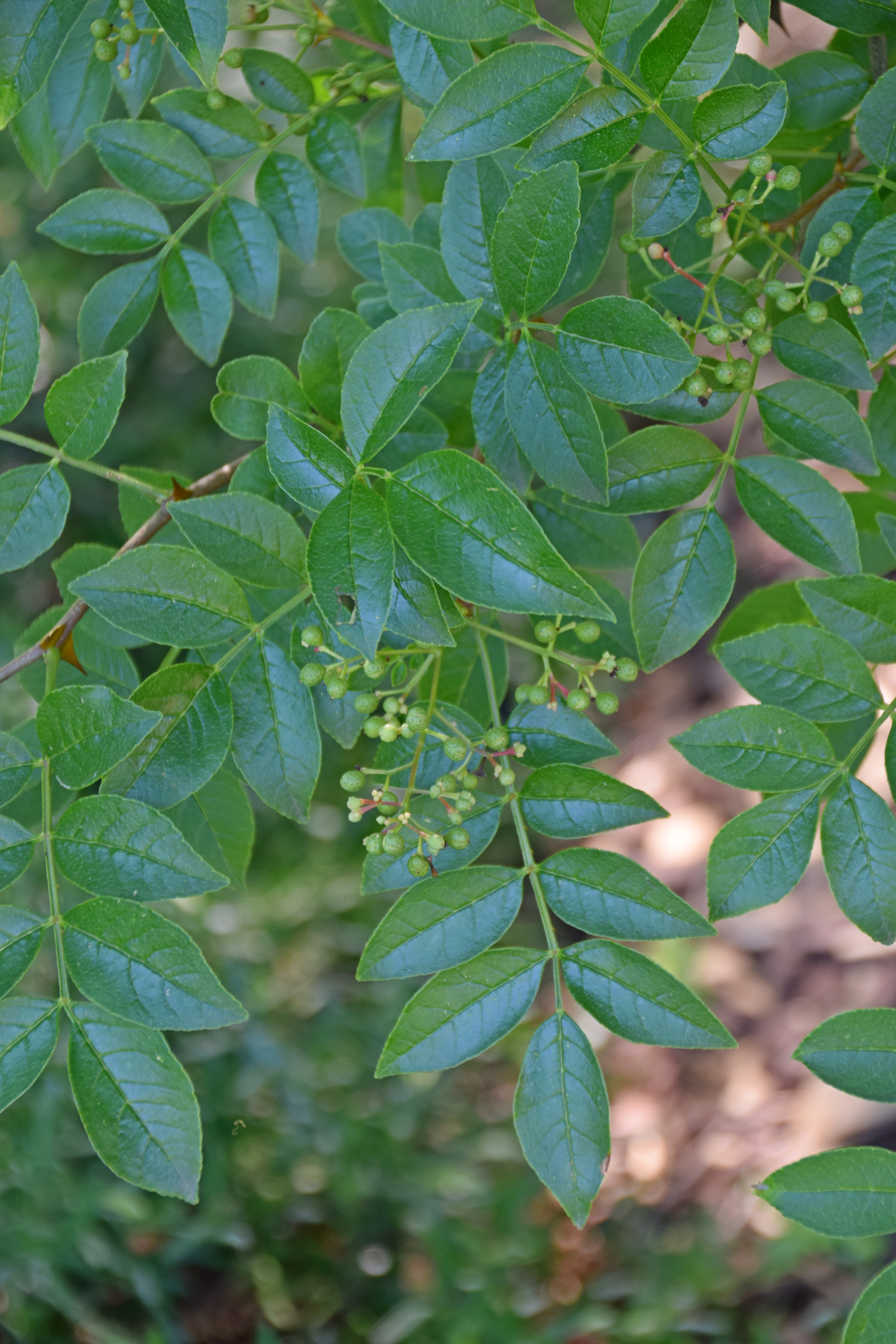
Blätter und unreife Früchte

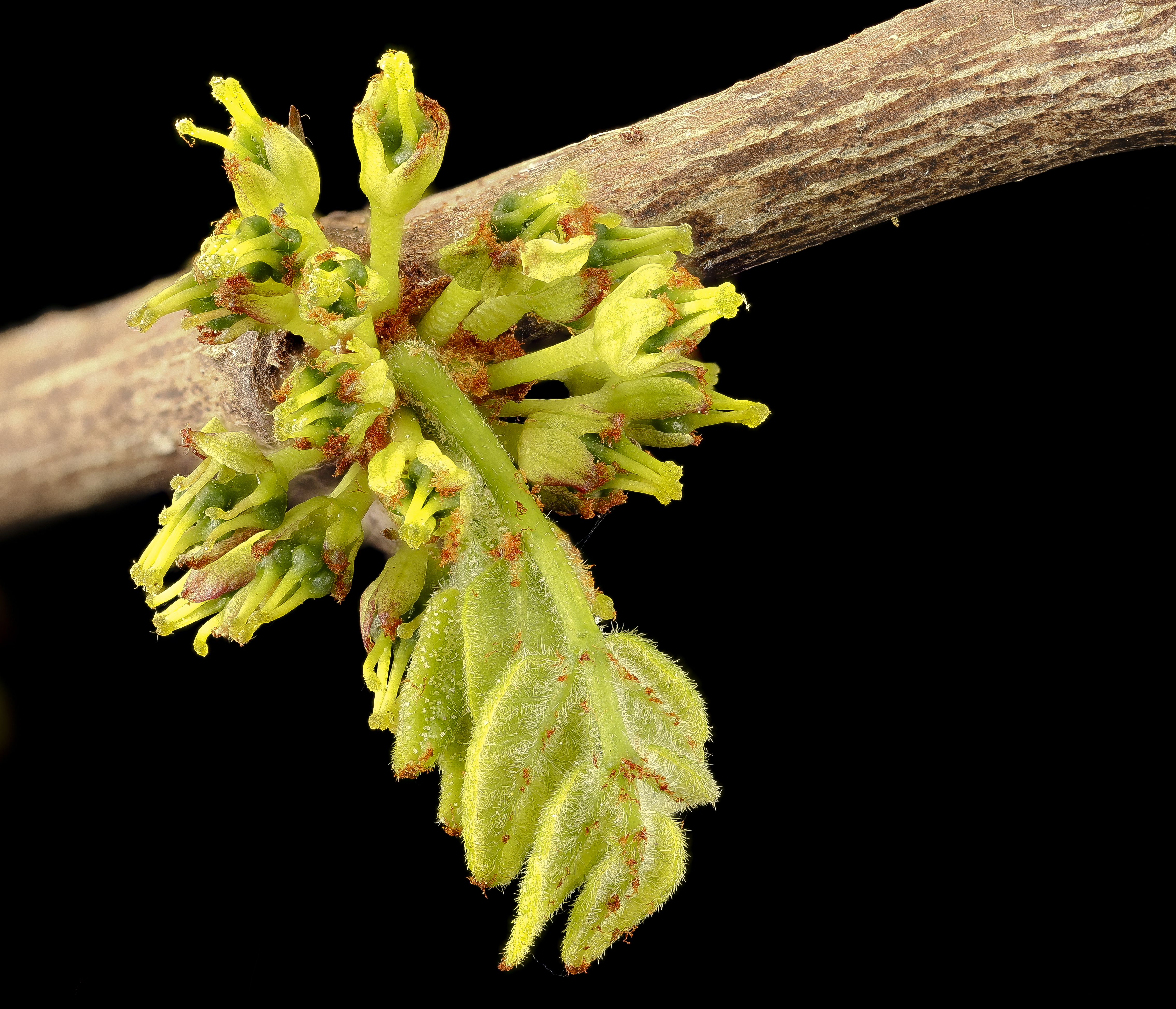
Weibliche Blüten

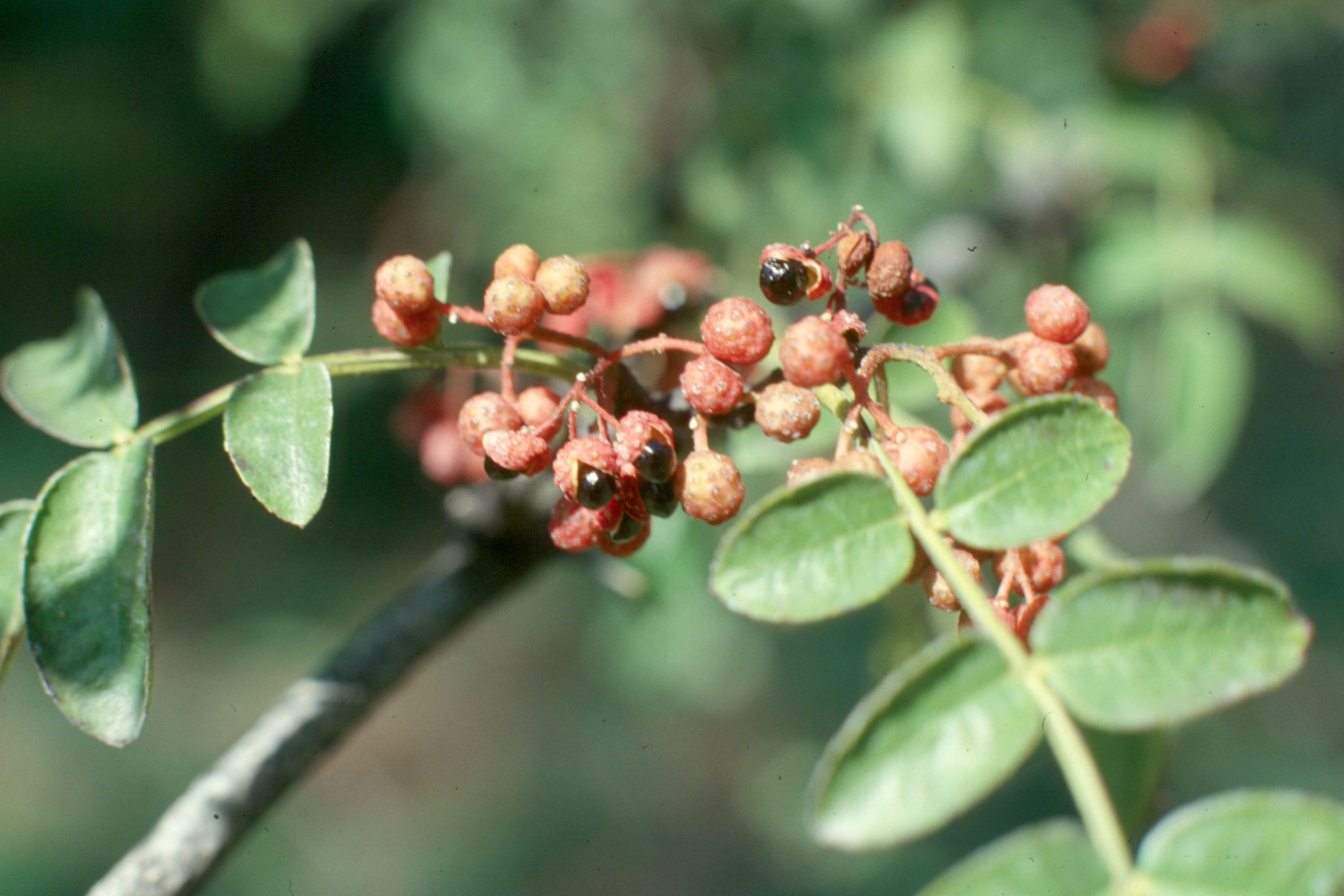
Früchte

Zanthoxylum americanum oder das Zahnwehholz, -baum, Gelbholz, auch die (Amerikanische) Stachelesche, ist eine Pflanzenart in der Familie der Rautengewächse aus den mittleren bis östlichen USA bis in östliche Kanada und ins nordöstliche Mexiko.

## Beschreibung

### Vegetative Merkmale
Zanthoxylum americanum wächst als laubabwerfender, stacheliger Strauch bis über 3 Meter hoch oder selten als kleiner Baum bis über 7 Meter. Die Stacheln sind bis 6–12 Millimeter lang.
Die wechselständigen und gestielten Laubblätter sind unpaarig gefiedert mit bis zu 11 Blättchen. Der Blattstiel ist bis zu 6 Zentimeter lang. An der bis zu 24 Zentimeter langen Rachis und am Blattstiel können Stacheln vorkommen. Die Rhachis und der Blattstiel sind leicht behaart bis kahl. Die sehr kurz gestielten, das Endblättchen länger, ganzrandigen bis leicht oder schwach gekerbten bis gesägten und eiförmigen, seltener verkehrt-eiförmigen, leicht ledrigen Blättchen sind bis etwa 7,5 Zentimeter lang. Sie sind leicht drüsig, spitz bis zugespitzt und an der Spitze öfters stumpf bis eingebuchtet, oberseits sind sie fast kahl, unterseits sind sie leicht behaart bis kahl. Das Laub riecht aromatisch. Die zerriebenen Blätter duften nach Orange, gebrochene Zweige riechen nach Zitronenschale. Die Herbstfärbung ist gelb.

### Generative Merkmale
Zanthoxylum americanum ist funktionell zweihäusig subdiözisch, wobei meist weibliche und männliche Pflanzen vorkommen. Es kommen aber auch noch fruchtenden Pflanzen mit nur zwittrigen Blüten und solche mit zwittrigen und männlichen vor. Die männlichen, weiblichen oder zwittrigen Blüten erscheinen in kleinen, achselständigen Büscheln vor den Blättern. Die kleinen, 4–5-zähligen, gestielten Blüten mit einfacher Blütenhülle sind ohne Kelchblätter. Die aufrechten Kronblätter sind grünlich-gelb bis rötlich und an der Spitze fransig. Die weiblichen Blüten besitzen bis zu 5 oberständige, fast freie und kurz gestielte Stempel, die männlichen bis zu 5 Staubblätter und reduzierte Pistillode. In den weiblichen Blüten können reduzierte Staminodien vorkommen. Die meisten zwittrigen Blüten erscheinen fast wie die funktionell männlichen, es gibt aber auch welche, bei denen die Stempel größer sind, wie in den weiblichen. Es ist jeweils ein Diskus vorhanden.
Es werden kleine, 5–8 Millimeter große, meist ein- bis zweisamige, rote später bräunlich eintrocknende, rundliche, leicht fleischige, weichledrige und drüsig-nopplige, aromatische Balgfrüchte gebildet. Sie erscheinen einzeln oder meist in einer Sammelbalgfrucht. Die rundlichen bis ellipsoiden, glänzenden, etwa 3,5–4,5 Millimeter großen Samen sind schwärzlich mit dünner, leicht fleischiger, weichlicher Samenschale. Sie hängen nach dem Öffnen der Früchte am Funiculus heraus. Die Früchte werden teils auch apomiktisch produziert, auch ist ein kleiner Teil nur klein und samenlos, stenospermokarp.

## Verwendung
Die Früchte können als Pfefferersatz verwendet werden, ähnlich dem Szechuanpfeffer.
Die Rinde, Früchte und Wurzeln werden medizinisch genutzt.
Das mittelschwere Holz ist weich und wird wenig verwendet.